# 1993年美國職棒大聯盟選秀
1993年美國職棒大聯盟選秀為大聯盟第29屆選秀。西雅圖水手的艾力士·羅德里奎茲為該年的首輪選秀狀元。

## 第一輪選秀
圖示
|  | 入選美國職棒大聯盟全明星賽的球員     |
|  | 入選美國國家棒球名人堂暨博物館的球員 |

| 順位 | 球員              | 球隊             | 位置   | 畢業學校                 |
| 1    | 艾力士·羅德里奎茲 | 西雅圖水手       | 游擊手 | 西敏斯特基督學校         |
| 2    | 達倫·德雷佛特     | 洛杉磯道奇       | 右投   | 衛奇塔州立大學           |
| 3    | 布萊恩·安德森     | 加州天使         | 左投   | 萊特州立大學             |
| 4    | 韋恩·高姆斯       | 費城費城人       | 右投   | 老道明大學               |
| 5    | 傑夫·葛蘭傑       | 堪薩斯市皇家     | 左投   | 德克薩斯農工大學         |
| 6    | 史蒂夫·索德斯壯   | 舊金山巨人       | 右投   | 加州州立大學弗雷斯諾分校 |
| 7    | 卓特·尼克松       | 波士頓紅襪       | 外野手 | 紐漢諾威高中             |
| 8    | 柯克·普萊斯利     | 紐約大都會       | 右投   | 圖珀洛高中               |
| 9    | 麥特·布朗森       | 底特律老虎       | 游擊手 | 櫻桃溪高中               |
| 10   | 布魯克斯·凱許尼克 | 芝加哥小熊       | 外野手 | 德克薩斯大學奧斯汀分校   |
| 11   | 戴隆·柯克瑞特     | 克里夫蘭印地安人 | 右投   | 加州大學河濱分校         |
| 12   | 比利·華格納       | 休士頓太空人     | 左投   | 費隆姆學院               |
| 13   | 麥特·德魯斯       | 紐約洋基         | 右投   | 薩拉索塔高中             |
| 14   | 德瑞克·李         | 聖地牙哥教士     | 一壘手 | 艾爾卡米諾高中           |
| 15   | 克里斯·卡本特     | 多倫多藍鳥       | 右投   | 崔尼堤高中               |
| 16   | 艾蘭·貝內斯       | 聖路易紅雀       | 右投   | 克雷頓大學               |
| 17   | 史考特·克里茲曼   | 芝加哥白襪       | 左投   | 俄勒岡州立大學           |
| 18   | 克里斯·施瓦布     | 蒙特婁博覽會     | 外野手 | 克雷汀-德罕堂高中        |
| 19   | 傑·波威爾         | 巴爾的摩金鶯     | 右投   | 密西西比州立大學         |
| 20   | 托利·杭特         | 明尼蘇達雙城     | 外野手 | 派恩布拉夫高中           |
| 21   | 傑森·瓦瑞泰克     | 明尼蘇達雙城     | 捕手   | 喬治亞理工學院           |
| 22   | 查爾斯·彼得森     | 匹茲堡海盜       | 外野手 | 勞倫斯區高中             |
| 23   | 傑夫·達米寇       | 密爾瓦基釀酒人   | 右投   | 東北高中                 |
| 24   | 喬恩·拉特里夫     | 芝加哥小熊       | 右投   | 萊莫恩-歐文學院          |
| 25   | 約翰·瓦斯汀       | 奧克蘭運動家     | 右投   | 佛羅里達州立大學         |
| 26   | 凱利·伍恩許       | 密爾瓦基釀酒人   | 左投   | 德克薩斯農工大學         |
| 27   | 馬克·瓦德斯       | 佛羅里達馬林魚   | 右投   | 佛羅里達大學             |
| 28   | 傑米·萊特         | 科羅拉多洛磯     | 右投   | 西摩爾高中               |

## 第一輪補充選秀
圖示
|  | 入選美國職棒大聯盟全明星賽的球員     |
|  | 入選美國國家棒球名人堂暨博物館的球員 |

| 順位 | 球員              | 球隊           | 位置   | 畢業學校          |
| 29   | 凱文·奧瑞         | 芝加哥小熊     | 游擊手 | 印第安納大學      |
| 30   | 麥克·貝爾         | 德州遊騎兵     | 三壘手 | 莫勒高中          |
| 31   | 喬蘇·艾斯崔達     | 蒙特婁博覽會   | 外野手 | 梅卡多·卡拉佐高中 |
| 32   | 帕特·華金斯       | 辛辛那提紅人   | 外野手 | 東卡羅來納大學    |
| 33   | 馬可·巴塞羅       | 明尼蘇達雙城   | 右投   | 亞利桑那州立大學  |
| 34   | 傑梅恩·艾倫斯沃斯 | 匹茲堡海盜     | 外野手 | 普渡大學          |
| 35   | 陶德·鄧恩         | 密爾瓦基釀酒人 | 外野手 | 北佛羅里達大學    |
| 36   | 威利·亞當斯       | 奧克蘭運動家   | 右投   | 史丹佛大學        |
| 37   | 麥特·法納         | 多倫多藍鳥     | 外野手 | 東潘斯波羅高中    |
| 38   | 凱爾西·馬克       | 明尼蘇達雙城   | 外野手 | 勞倫斯堡高中      |
| 39   | 喬·瓦格納         | 密爾瓦基釀酒人 | 右投   | 中佛羅里達大學    |
| 40   | 傑瑞米·李         | 多倫多藍鳥     | 右投   | 蓋爾茲堡高中      |
| 41   | 馬克·盧卡謝維奇   | 多倫多藍鳥     | 左投   | 貝瓦德社區學院    |
| 42   | 查爾斯·萊斯       | 匹茲堡海盜     | 一壘手 | 帕克高中          |

## 補償選秀
1. ↑  因湯姆·亨克（英语：Tom Henke）加入遊騎兵隊而得到補償選秀
2. ↑  因約翰·史邁利（英语：John Smiley (baseball)）加入紅人隊而得到補償選秀
3. ↑  因葛瑞格·麥達克斯加入勇士隊而得到補償選秀
4. ↑  因保羅·莫里特加入藍鳥隊而得到補償選秀
5. ↑  因葛瑞格·麥達克斯成為自由球員而得到補償選秀
6. ↑  因荷西·古茲曼（英语：José Guzmán）成為自由球員而得到補償選秀
7. ↑  因史派克·歐文（英语：Spike Owen）成為自由球員而得到補償選秀
8. ↑  因葛雷格·史溫戴爾（英语：Greg Swindell）成為自由球員而得到補償選秀
9. ↑  因約翰·史邁利（英语：John Smiley (baseball)）成為自由球員而得到補償選秀
10. ↑  因道格·德拉貝克（英语：Doug Drabek）成為自由球員而得到補償選秀
11. ↑  因克里斯·波西歐（英语：Chris Bosio）成為自由球員而得到補償選秀
12. ↑  因戴夫·史都華成為自由球員而得到補償選秀
13. ↑  因大衛·孔恩成為自由球員而得到補償選秀
14. ↑  因葛雷格·蓋格尼（英语：Greg Gagne (baseball)）成為自由球員而得到補償選秀
15. ↑  因保羅·莫里特成為自由球員而得到補償選秀
16. ↑  因湯姆·亨克（英语：Tom Henke）成為自由球員而得到補償選秀
17. ↑  因吉米·基伊成為自由球員而得到補償選秀
18. ↑  因貝瑞·邦茲成為自由球員而得到補償選秀

## 其他著名球員
- 史考特·羅倫, 第2輪, 46順位被費城費城人選走
- 克里斯·辛格頓（英语：Chris Singleton (baseball)）, 第2輪, 48順位被舊金山巨人選走
- 傑夫·蘇潘, 第2輪, 49順位被波士頓紅襪選走
- 傑·威塔席克（英语：Jay Witasick）, 第2輪, 58順位被聖路易紅雀選走
- 葛雷格·諾頓（英语：Greg Norton (baseball)）, 第2輪, 59順位被芝加哥白襪選走
- 布萊德·富爾默（英语：Brad Fullmer）, 第2輪, 60順位被蒙特婁博覽會選走
- 史考特·蘇利文（英语：Scott Sullivan (baseball)）, 第2輪, 62順位被辛辛那提紅人選走
- 麥特·克萊門特（英语：Matt Clement）, 第3輪, 86順位被聖地牙哥教士選走
- 伊萊·馬雷羅（英语：Eli Marrero）, 第3輪, 88順位被聖路易紅雀選走
- 比利·寇克（英语：Billy Koch）, 第4輪, 108順位被紐約大都會選走, 但未簽約
- 保羅·巴寇（英语：Paul Bako）, 第5輪, 148順位被辛辛那提紅人選走
- 布萊恩·莫勒（英语：Brian Moehler）, 第6輪, 165順位被底特律老虎選走
- 史考特·史皮齊歐（英语：Scott Spiezio）, 第6輪, 181順位被奧克蘭運動家選走
- 馬克·羅瑞塔（英语：Mark Loretta）, 第7輪, 207順位被密爾瓦基釀酒人選走
- 約翰·湯姆森（英语：John Thomson (baseball)）, 第7輪, 212順位被科羅拉多洛磯選走
- 史蒂夫·克萊恩（英语：Steve Kline (left-handed pitcher)）, 第8輪, 223順位被克里夫蘭印地安人選走
- R·A·迪奇, 第10輪, 277順位被底特律老虎選走, 但未簽約
- 凱文·米爾伍德, 第11輪, 320順位被亞特蘭大勇士選走
- 阿萊克斯·科拉, 第12輪, 345順位被明尼蘇達雙城選走, 但未簽約
- 小蓋瑞·馬修斯, 第13輪, 366順位被聖地牙哥教士選走
- 基斯·佛克（英语：Keith Foulke）, 第14輪, 389順位被底特律老虎選走, 但未簽約
- 荷西·摩里納, 第14輪, 390順位被芝加哥小熊選走
- 比爾·米爾勒, 第15輪, 414順位被舊金山巨人選走
- 羅德尼·馬錫恩（英语：Rodney Mazion）, 第15輪, 416順位被紐約大都會選走
- 麥克·席羅特卡（英语：Mike Sirotka）, 第15輪, 425順位被芝加哥白襪選走
- 提姆·克辛斯（英语：Tim Cossins）, 第16輪, 451順位被德州遊騎兵選走
- 葛蘭登·拉許（英语：Glendon Rusch）, 第17輪, 469順位被堪薩斯市皇家選走
- 丹·寇布（英语：Dan Kolb）, 第17輪, 485順位被明尼蘇達雙城選走, 但未簽約
- 傑梅恩·戴伊, 第17輪, 488順位被亞特蘭大勇士選走
- 約翰·洛克爾（英语：John Rocker）, 第18輪, 516順位被亞特蘭大勇士選走
- 馬克·亨德瑞克森, 第21輪, 590順位被聖地牙哥教士選走, 但未簽約
- 李奇·塞克森, 第24輪, 671順位被克里夫蘭印地安人選走
- 保羅·羅杜卡（英语：Paul Lo Ducan）, 第25輪, 690順位被洛杉磯道奇選走
- 道格·戴維斯（英语：Doug Davis (pitcher)）, 第31輪, 858順位被洛杉磯道奇選走, 但未簽約
- 傑可·瓊斯（英语：Jacque Jones）, 第31輪, 861順位被堪薩斯市皇家選走, 但未簽約
- 戴夫·貝格（英语：Dave Berg (infielder)）, 第38輪, 1079順位被佛羅里達馬林魚選走
- 鮑伯·豪瑞（英语：Bob Howry）, 第45輪, 1269順位被佛羅里達馬林魚選走, 但未簽約
- 戴夫·羅伯茲（英语：Dave Roberts (baseball manager)）, 第47輪, 1303順位被克里夫蘭印地安人選走, 但未簽約
- 普拉西多·波蘭柯, 第49輪, 1357順位被芝加哥白襪選走, 但未簽約
- 麥克·林肯（英语：Mike Lincoln）, 第51輪, 1400順位被蒙特婁博覽會選走, 但未簽約

## 外部連結
- MLB.com - 1993 Draft Tracker (all rounds)
- MLB.com - Draft History （页面存档备份，存于）
- Complete draft list from The Baseball Cube database （页面存档备份，存于）

| 前任： 菲爾·奈文 | 選秀狀元 艾力士·羅德里奎茲 | 繼任： 保羅·威爾森 |